# 六十石山
六十石山位於臺灣花蓮縣富里鄉竹田村雲閩。花東地區有三座金針山，位於富里鄉的六十石山是其中一座，以滿山遍野的金針花海聞名，海拔約700-900公尺，每年的八、九月為金針花賞花季節。

## 歷史
阿美族人較早進駐這片山林，建立達蘭埠（頭人埔，音譯自阿美語 Talampo）部落，於清代末年就在此活動。然而經過許多歷史因素的遷徙，現今移居新興村，但部落發源地至今仍保持遺世獨立、不用電力的最原始風貌，也因而博得「黑暗部落」的神秘別名。部落發源地已劃歸為保留區，遊客不得任意入內，進入該區的聯外道路，亦維持昔日的隱僻原貌。
19世紀初，西南平原的平埔族群因受漢人逼迫，也輾轉遷居至花東，1932年時西拉雅族人曾是此地佔多數的族群。
在八七水災那年，西部損失慘重，許多雲林縣西螺地區閩籍人士遷移來此發展。最初這批移民是種稻的，每甲地可收成「六十石」，「六十石山」因而得名。後來許金論先生發現山上種金針更適合，由太麻里引進金針，才變成今天大都種植金針的盛況。
2022年9月18日的台東地震引發走山崩塌，當時約六百餘人受困。

## 讀音
六十石山之正確讀音經所轄富里鄉公所確認為「六十石（ㄕˊ）山」，通說為在日治時期，這片山區本是一片繁茂的樟樹林，為了煉製樟腦而被砍伐一空。結果發現在空曠的山坡上，散佈著60塊巨大的石頭，故稱六十石（ㄕˊ）山。另一說認為在日治時期，一般水田每甲地的穀子收成大約只有四、五十石，而這一帶的稻田每一甲卻可生產六十石穀子，因而被稱做六十石（ㄉㄢˋ）山。

## 生態
以金針為主要作物的六十石山較多採用慣行農法耕作，動植物不豐沛，但依舊保持著一定的數量，在金針田中鳥類較易見到：白腰斑紋鳥或烏頭翁；而金針田的兩棲類數量不多，主要是在旁邊其他類型的棲地中會偶然間發現白頷樹蛙、莫氏樹蛙、拉都希氏赤蛙等蛙類，或在田埂中奔跑的台灣野兔。
而以有機金針耕作模式的產區則會有較完整的生態系，諸如：紅嘴黑鵯、冠羽畫眉、大冠鷲、黃嘴角鴞等鳥類會出現，運氣好則可以看見一些哺乳類動物，如：台灣野豬、山羌、台灣山羊、台灣獼猴等動物在山林間行走。

## 旅遊
賞金針花海是六十石山最主要的旅遊活動，每年7-9月都是採收金針、賞金針的好時節，常吸引絡繹不絕的遊客出現在山頭。近來隨著上山道路改善、修築步道及興建休憩亭後，金針花園區亦出現了不少休憩民宿，社區有系統的規劃，讓以金針乾製品製銷為主的六十石山，逐漸轉型為休閒農業並重的觀光景點。
近年來，花東縱谷國家風景區管理處在六十石山興建了十座造型各異的涼亭，分別以金針的種別或極為優美的文詞命名，如鹿劍、觀親、尖閣、黃花、鹿蔥、山嵐、忘憂、萱草、丹棘及療愁等。
2011年由李啟源執導的電影《河豚》，在此地取景。

## 交通
- 於台九線花東公路293K附近進入六十石山產業道路前往，金針花季時會分流下山路線（萬寧至復興部落聯絡道路及花76線阿眉溪鄉道[10]）。

## 資料來源
1. ↑  黃順祥. . 2022-09-19  [2024-03-04]. （原始内容存档于2024-03-04） （中文（臺灣））.
2. ↑  . 臺灣原住民族資訊資源網.   [2019-01-03]. （原始内容存档于2020-07-31）.
3. ↑  張振岳. . 花蓮縣: 花蓮縣文化局. 2010年12月: 13. ISBN 978-986-02-5684-0.
4. ↑  .   [2022-09-19]. （原始内容存档于2022-10-02）.
5. ↑  .   [2022-09-19]. （原始内容存档于2022-09-27）.
6. ↑  趙蔡州. . ETtoday新聞雲.   [2022-09-20]. （原始内容存档于2022-10-01） （中文（繁體））.
7. ↑  . 花東縱谷國家風景區. 2022-09-21  [2022-09-19]. （原始内容存档于2023-01-20） （中文（臺灣））.
8. ↑  .   [2020-09-08]. （原始内容存档于2022-04-03）.
9. ↑  .   [2022-06-20]. （原始内容存档于2022-04-02）.
10. ↑  中央社. . 聯合新聞網. 2023-03-29  [2023-05-09]. （原始内容存档于2023-05-13）.

## 外部連結
- youtube版空拍六十石山&富里鄉_版權所有:富里鄉公所 （页面存档备份，存于）
- youku版 空拍六十石山&富里鄉_版權所有:富里鄉公所 （页面存档备份，存于）
- 花東縱谷國家風景區管理處
- 花蓮縣政府觀光資訊網 （页面存档备份，存于）